# 黑爾峰
84°59′S 174°17′E / 84.983°S 174.283°E
黑爾峰（英語：Hare Peak），是南極洲的山峰，位於杜費克海岸，處於李亨特冰川東岸，屬於毛德王后山脈的一部分，海拔高度2,970米，由新西蘭探險隊命名，現時由南極條約體系管理。